# Liste der Pfarren im Dekanat Güssing
Diese Liste enthält Pfarren im Dekanat Güssing, einem Dekanat der römisch-katholischen Diözese Eisenstadt.

## Pfarren mit Kirchengebäuden
| Pfarre                    | Seelsorgeraum                                  | Patrozinium             | Kirchengebäude | Bild |
| ------------------------- | ---------------------------------------------- | ----------------------- | --- | ---- |
| Bildein                   |                                                | Hl. Vitus               | Pfarrkirche Bildein |      |
| Bocksdorf                 | Maria Helferin/Oberes Stremtal                 | Hl. Anna                | Pfarrkirche Bocksdorf Filialkirche Heugraben, Filialkirche Rohr |      |
| Deutsch Schützen          |                                                | Mariä Namen             | Pfarrkirche Deutsch Schützen Ehemalige Pfarrkirche Martinskirche Deutsch Schützen, Filialkirche Eisenberg an der Pinka, Filialkirche Höll                          |      |
| Deutsch Tschantschendorf  |                                                | Mariä Geburt            | Pfarrkirche Deutsch Tschantschendorf |      |
| Eberau                    |                                                | Hl. Josef               | Pfarrkirche Eberau |      |
| Gaas                      |                                                | Mariä Himmelfahrt       | Pfarrkirche Gaas Dorfkirche Gaas |      |
| Gerersdorf bei Güssing    |                                                | Hl. Martin              | Pfarrkirche Gerersdorf bei Güssing Filialkirche Rehgraben, Filialkirche Sulz                                                                                       |      |
| Großmürbisch              | Zur Göttlichen Barmherzigkeit/Unteres Stremtal | Hl. König Stephan       | Pfarrkirche Großmürbisch Filialkirche Inzenhof, Filialkirche Kleinmürbisch                                                                                         |      |
| Güssing                   |                                                | Hl. Jakobus der Ältere  | Pfarrkirche Güssing Filialkirche Glasing, Filialkirche Neustift, Filialkirche St. Nikolaus, Filialkirche Urbersdorf, Franziskanerkloster und Klosterkirche Güssing |      |
| Güttenbach                |                                                | Hl. Josef               | Pfarrkirche Güttenbach |      |
| Hagensdorf                | Zur Göttlichen Barmherzigkeit/Unteres Stremtal | Hll. Cosmas und Damian  | Pfarrkirche Hagensdorf Filialkirche Luising |      |
| Heiligenbrunn             | Zur Göttlichen Barmherzigkeit/Unteres Stremtal | Hl. Clemens             | Pfarrkirche Heiligenbrunn Filialkirche Deutsch Bieling, Filialkirche Reinersdorf                                                                                   |      |
| Kukmirn                   |                                                | Hl. Josef               | Pfarrkirche Kukmirn Filialkirche Eisenhüttl, Filialkirche Limbach, Filialkirche Neusiedl bei Güssing                                                               |      |
| Litzelsdorf               | Maria Helferin/Oberes Stremtal                 | Hl. Leonhard            | Pfarrkirche Litzelsdorf |      |
| Moschendorf               |                                                | Hl. Rosalia             | Pfarrkirche Moschendorf |      |
| Neuberg                   |                                                | Hl. Johannes der Täufer | Pfarrkirche Neuberg im Burgenland |      |
| Olbendorf                 | Maria Helferin/Oberes Stremtal                 | Hl. Laurentius          | Pfarrkirche Olbendorf |      |
| Ollersdorf                | Maria Helferin/Oberes Stremtal                 | Mariä Himmelfahrt       | Pfarrkirche Ollersdorf im Burgenland |      |
| St. Kathrein              |                                                | Hl. Katharina           | Pfarrkirche St. Kathrein im Burgenland Filialkirche Edlitz, Filialkirche Harmisch, Filialkirche Kroatisch Ehrensdorf                                               |      |
| St. Michael im Burgenland |                                                | Hl. Michael             | Pfarrkirche St. Michael im Burgenland Filialkirche Gamischdorf, Filialkirche Rauchwart, Filialkirche Schallendorf                                                  |      |
| Stegersbach               | Maria Helferin/Oberes Stremtal                 | Hl. Geist               | Neue Pfarrkirche Stegersbach Alte Pfarrkirche Stegersbach |      |
| Stinatz                   | Maria Helferin/Oberes Stremtal                 | Hll. Petrus und Paulus  | Pfarrkirche Stinatz Filialkirche Hackerberg |      |
| Strem                     | Zur Göttlichen Barmherzigkeit/Unteres Stremtal | Hl. Antonius von Padua  | Pfarrkirche Strem Filialkirche Deutsch Ehrensdorf, Filialkirche Steinfurt, Filialkirche Sumetendorf                                                                |      |
| Tobaj                     |                                                | Hl. Florian             | Pfarrkirche Tobaj Filialkirche Punitz |      |

## Dekanat Güssing
Das Dekanat umfasst 24 Pfarren.

## Dechanten
- Karl Hirtenfelder
- seit 2022 Mag. Karl Schlögl, Pfarrer in Bildein, Eberau, Gaas-Maria Weinberg, Moschendorf und Deutsch Schützen